# Quessigny

Quessigny este o comună în departamentul Eure, Franța. În 1 ianuarie 2018 avea o populație de 138 de locuitori.